# El regreso de la pesca: remolcando el barco (obraz Joaquina Sorolli)
El Regreso de la pesca: remolcando del barco – obraz Joaquín Sorolla y Bastida namalowany techniką olejną w 1894 roku. Dzieło dużych rozmiarów (265 x 403,5 cm) jest wystawione w Museo de Orsay od 1977. Obraz przedstawia powrót, cumowanie łodzi rybackiej ożaglowania łacińskiego. Dwa woły wyciągają łódź z morza, w pracy bierze udział również dwóch rybaków, którzy do połowy są zanurzeni w wodzie.

## Historia
Obraz został zakupiony przez Państwo Francuskie w 1895 roku za 6.000 franków. Był wystawiany kolejno w Muzeum w Luksemburgu, w Luwrze (1922), Narodowym Muzeum Sztuki Nowoczesnej (Francja) (1946) aż do 1977, kiedy został wcielony do kolekcji Luwru i odtąd jest wystawiany w Musée d'Orsay.